# منهي غونغجو
الأميرة منهي (문혜공주 | 文惠公主) , (ولدت في ؟ وماتت في ؟) , هي ابنة دوجو ملك جوسون (도조 | 度祖) .

## حياتها
تاريخ ولادتها غير معروف , هي الابنة الكبرى لدوجو (도조 | 度祖) من زوجته الملكة غيونغسن من عشيرة بارك (경순왕후 박씨) .
تزوجت من أمير الحرب العظيم (대장군 | 大將軍) مُنِنيونغ (문인영 | 文仁永) . في 1872 السنة التاسعة من حكم الملك غوجونغ أعطيت لقب بونغجاك .

## الأسرة

### الأقارب
- الأب : دوجو , (도조 | 度祖) .
- الأم : الملكة غيونغسن من عشيرة بارك , (경순왕후 박씨) .
- الإخوة :
  - الأمير العظيم وانتشانغ , يي جاهينغ (완창대군 이자흥 | 完昌大君 李子興) .
  - الملك العظيم هوانجو (환조대왕 | 桓祖大王) .
  - الأمير العظيم وانوون , يي جاسون , (완원대군 이자선 | 完原大君 李子宣) .
  - الأمير العظيم وانتشون , يي بيونغ , (완천대군 이평 | 完川大君 李平) .
  - الأمير العظيم وانسونغ , يي جونغ , (완성대군 이종 | 完城大君 李宗) .
- الأخوات :
  - الأميرة منسك , (문숙공주 | 文淑公主) .
  - الأميرة موني , (문의공주 | 文懿公主) .

### العائلة
- الزوج : أمير الحرب مننيونغ (문인영 | 文仁永) .
- الأبناء : غير معروف .